# Anneliese Planken
Anneliese Planken (* 23. Oktober 1912 in Köln; † 31. Januar 1994 ebenda) war eine deutsche Malerin und Kunsterzieherin.

## Leben
Anneliese Planken studierte zunächst ab 1933 an der Universität Köln vier Semester Kunst- und Literaturgeschichte, wobei sie auch Kurse in Aktzeichnen belegte, dann von 1935 bis 1939 an der Staatlichen Kunstakademie Düsseldorf (u. a. bei Paul Bindel). Seit 1936 erschienen vor allem Mode-Illustrationen von ihr im Druck. Ab 1940 im Schuldienst tätig, beteiligte sie sich nur an wenigen öffentlichen Ausstellungen (Kölnischer Kunstverein). Sie lebte sehr zurückgezogen, mochte sich von ihren Werken ungern trennen und hinterließ bei ihrem Tode ihrer besten Freundin mehrere hundert Gemälde und mehrere tausend Zeichnungen.
Plankens eindeutig illustrative Begabung streift gelegentlich das Grotesk-Phantastische in der Tradition von Goya oder Alfred Kubin. Sie schuf eine Fülle von Buchillustrationen (zu Charles Dickens, Fjodor Michailowitsch Dostojewski, E.T.A. Hoffmann, Edgar Allan Poe und vielen anderen). Zur Zeit der Luftangriffe auf Köln beispielsweise hat Anneliese Planken die Frauen und Kinder im Luftschutzkeller gezeichnet, in der Nachkriegszeit Schwarzmarktszenen oder eine Anbetung der Hl. Drei Könige in Ruinen, bei der die – Geschenke überbringenden – Könige von Vertretern der drei Besatzungsmächte verkörpert werden. Anneliese Plankens Hauptinteresse galt der Darstellung der Frau. Durch ihre umfassende Kunstkenntnis geschult (sie unterrichtete an der Erzbischöflichen Ursulinenschule Köln), beherrschte Planken eine bemerkenswerte Stilvielfalt und nahm auch im Alter noch neuere Entwicklungen gern auf. Gelegentlich signierte sie Werke für den Verkauf mit einem Pseudonym, namentlich als „Antonio Carta“.

## Werke in öffentlichen Sammlungen
- im Kölnischen Stadtmuseum
- im Historischen Archiv der Stadt Köln
- im Deutschen Tanzarchiv Köln